# Pseudocytherura
Pseudocytherura is een geslacht van kreeftachtigen uit de klasse van de Ostracoda (mosselkreeftjes).

## Soorten
- Pseudocytherura fenestrata (Bosquet, 1852) Moyes, 1965 †
- Pseudocytherura inermis Ruggieri, 1991
- Pseudocytherura miliciae Ruggieri & D'arpa, 1992 †
- Pseudocytherura papilio (Egger, 1858) Witt, 1967 †
- Pseudocytherura pontica Dubovsky, 1939
- Pseudocytherura strangulata Ruggieri, 1991